# كليفورد غراي (متزلج جماعي)
كليفورد غراي (بالإنجليزية: Clifford Gray)‏ هو متزلج جماعي أمريكي، ولد في 29 يناير 1892 في شيكاغو في الولايات المتحدة، وتوفي في 9 نوفمبر 1969 في سان دييغو في الولايات المتحدة.

## وصلات خارجية
- كليفورد غراي على موقع اللجنة الأولمبية الدولية (الإنجليزية)
- كليفورد غراي على موقع أوليمبيديا (الإنجليزية)